# (551) Ortrud
(551) Ortrud és l'asteroide número 551, situat al cinturó d'asteroides. Fou descobert el 16 de novembre del 1904 per l'astrònom Max Wolf des de l'observatori de Heidelberg, (Alemanya).